# Parti des travailleurs (Turquie)
Pour les articles homonymes, voir Parti des travailleurs.
Ne doit pas être confondu avec Parti des travailleurs du Kurdistan, Parti des travailleurs de Turquie, Parti du travail (Turquie) ou Parti du travail du peuple.
 (juin 2020).
Si vous disposez d'ouvrages ou d'articles de référence ou si vous connaissez des sites web de qualité traitant du thème abordé ici, merci de compléter l'article en donnant les références utiles à sa vérifiabilité et en les liant à la section « Notes et références ».
Le Parti des travailleurs (en turc : İşçi Partisi) est un ancien parti politique turc d’extrême-gauche et nationaliste. Il n’a jamais été représenté au Parlement et ses scores électoraux sont minimes.

## Historique
Le parti est créé le 10 juillet 1992 et trouve ses racines dans le Parti révolutionnaire ouvrier et paysan de Turquie, créé en 1969, remplacé en 1977 par le Parti des paysans et ouvriers de Turquie, lui-même dissous en 1981 et reconstitué en 1988 sous le nom de Parti socialiste. Ce dernier est dissous en juillet 1992 par la Cour constitutionnelle. 
Présent lors des élections législatives, il ne réalise que de faibles scores, atteignant 0,51 % lors des élections de 2002.
À l'issue d'une assemblée générale le 15 février 2015, le parti est dissous et reformé sous le nom de Parti patriote (Vatan Partisi). Doğu Perincek en est élu président.

## Positionnement
Le parti combine la rhétorique maoïste avec le kémalisme radical.
La position du parti par rapport au poids politique de l’armée sur la vie politique en Turquie est que la préservation du kémalisme, de la laïcité et de l’intégrité territoriale justifie ce poids. Dans une certaine mesure, il s’agit d’une position similaire à celle des éradicateurs en Algérie.
Sur les questions de Chypre, des relations avec la Grèce et l’Arménie, de la négation du génocide arménien, les positions de l’İşçi Partisi ne diffèrent pas de celles du Parti d'action nationaliste (MHP). Ceci est d’ailleurs très perceptible dans la diaspora, où ces deux organisations, sous leurs parapluies associatifs, collaborent très activement, par exemple pour demander le démantèlement des monuments commémorant le génocide arménien en Belgique, en France, en Allemagne ou aux Pays-Bas.
İP fait paraître un magazine hebdomadaire Aydınlık, les mensuels Teori et Bilim ve Ütopya. Le parti diffuse ses idées sur la chaîne de télévision Ulusal Kanal.
Le mouvement de jeunesse d'İP se nommait Jeunesse d'avant garde (Öncü Gençlik).

## Quelques citations
- « La social-démocratie est l’aile gauche de l’impérialisme »
- « Le kémalisme était la révolte de la nation opprimée. Les six flèches (les six principes d’Atatürk) sont la synthèse entre les principes de la Révolution française, Nationalisme, République et Laïcité et ceux de la Révolution d’octobre, Populisme et Étatisme. La Révolution est le point commun entre les deux. »
- « Les grands États occidentaux prétendent s’intéresser au problème kurde au nom des « Droits de l’Homme », comme à chaque fois quand il s’agit du Monde des Opprimés. Il y a là un grand mensonge. (…) La cause des impérialistes est de fortifier et d’élargir leur champ d’influence. »
- « La Turquie est asiatique »
- « Sur le plan culturel, l’Union européenne signifie pour la Turquie la fin de la laïcité et la division du peuple en sectes, en races, en confréries, en communautés. »
- « Le parti défend les acquis théoriques prolétaires révolutionnaires développés lors des combats à l’échelle de la Turquie et du monde par le Socialisme scientifique sous la direction de Marx, Lénine et Mao, contre le socialisme utopique, l’anarchisme, le révisionnisme de la deuxième internationale, le trotskisme, le révisionnisme moderne de Khrouchtchev, Brejnev et Gorbatchev et le “communisme” européen. »
- « Avec cette élection le peuple iranien démontre au monde entier, dans sa détermination à exister en tant que pays indépendant, son libre arbitre et sa ténacité face à la menace et la pression. » Lettre de félicitations de Doğu Perinçek à Mahmoud Ahmadinejad, nouveau président iranien de tendance islamiste conservatrice